# Ensemble recherche

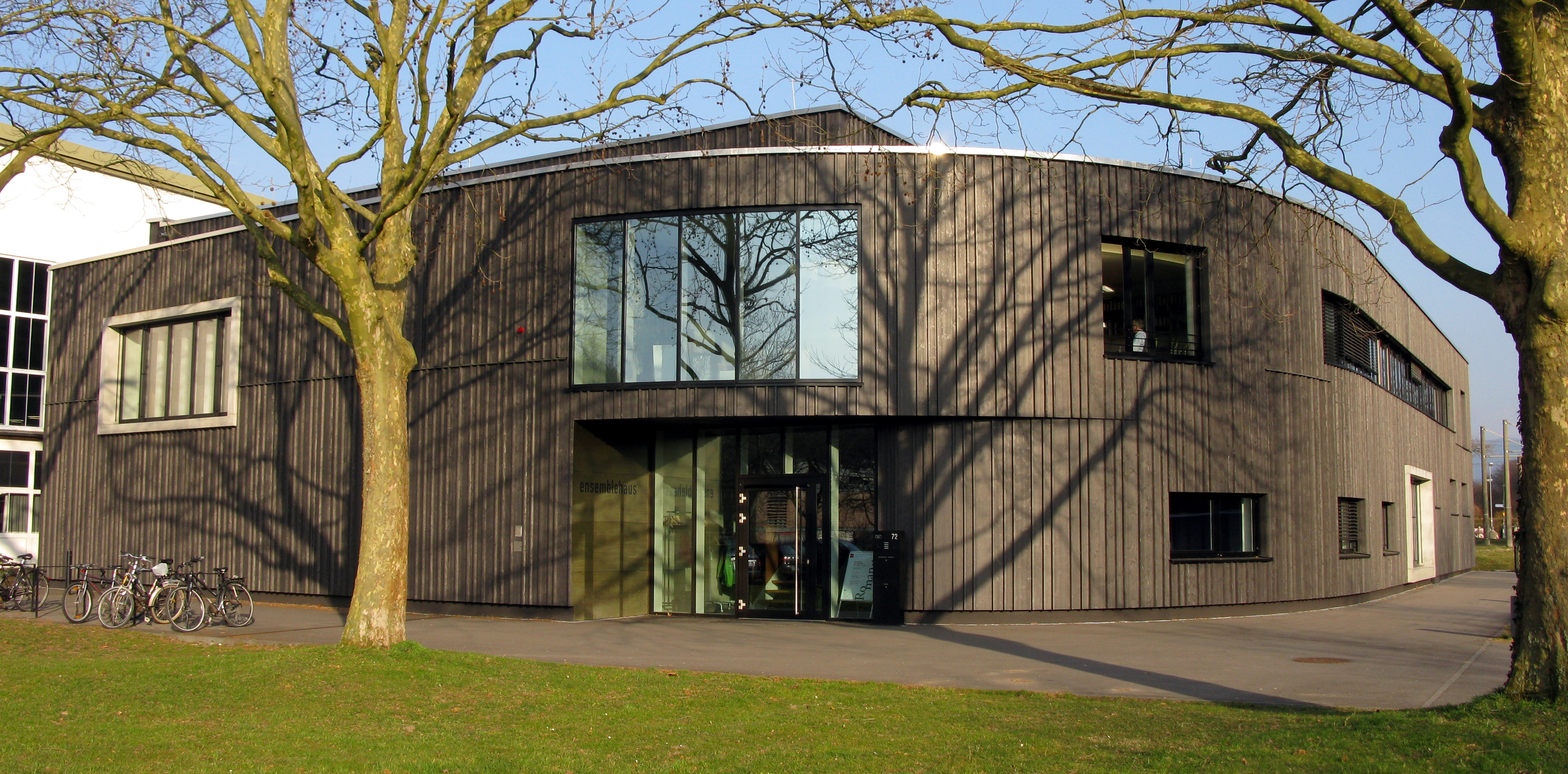
Das Ensemblehaus in Freiburg, Sitz des Ensembles (Foto: 2015)

Das ensemble recherche ist ein achtköpfiges Solistenensemble, das vor allem Werke der zeitgenössischen Musik interpretiert. Das Ensemble besteht (mit Stand 2025) aus Adam Woodward (Violine), Sofia von Atzingen (Viola), Åsa Åkerberg (Violoncello), Anja Clift (Flöte), Eduardo Olloqui (Oboe), Shizuyo Oka (Klarinette), Christian Dierstein (Schlagzeug) und Klaus Steffes-Holländer (Klavier).

## Geschichte und Standort
Das Ensemble wurde 1985 gegründet und hat seinen Standort in Freiburg im Breisgau. Seit Mai 2012 ist das Ensemble zusammen mit dem Freiburger Barockorchester im neu erbauten Ensemblehaus mit Büro- und Probenräumen neben der alten Stadthalle und in Nachbarschaft zur Musikhochschule Freiburg beheimatet.

## Musikalische Aktivitäten
Der Schwerpunkt des Repertoires liegt in der Musik des 20. und 21. Jahrhunderts und deckt dabei das Spektrum von der klassischen Moderne über die Darmstädter Schule bis zur Gegenwartsmusik ab; gelegentlich werden aber auch Werke der Zeit vor 1700 aus zeitgenössischer Sichtweise interpretiert.
In Freiburg veranstaltet das Ensemble eine eigene Konzertreihe. Darüber hinaus wirkt das Ensemble bei Film-, Hörfunk- und Musiktheaterprojekten mit, gibt Instrumental- und Komponistenkurse (in Freiburg, auf den Darmstädter Ferienkursen, an Musikhochschulen) und veranstaltet öffentliche Proben. Es hat bisher über 50 CDs veröffentlicht.
Eigene Angebote gibt es für junge Komponisten unter dem Titel Klassen Arbeit, international ausgerichtet, und "Die Zukunft beginnt um 19.15 Uhr!", angebunden an die Freiburger Konzerte.
Gemeinsam mit dem Freiburger Barockorchester veranstaltet das ensemble recherche die jährlich stattfindende Ensemble-Akademie Freiburg.

## Ehemalige und gegenwärtige Mitglieder
- Melise Mellinger – Violine (1985 bis 2024)
- Barbara Maurer – Bratsche (1985 bis 2017)
- Lucas Fels – Violoncello (1985 bis 2006)[1]
- Martin Fahlenbock – Flöte (1985 bis 2019)
- Uwe Möckel – Klarinette (1985 bis 1998)
- Christian Dierstein – Perkussion (seit 1985)
- Klaus Steffes-Holländer – Klavier (seit 1985)
- Shizuyo Oka – Klarinette (seit 1998)
- Jaime González – Oboe (2000 bis 2017)[2]
- Jean-Pierre Collot – Klavier (2003 bis 2017)[3]
- Åsa Åkerberg – Violoncello (seit 2006)
- Paul Beckett – Bratsche (2018 bis 2020)
- Eduardo Olloqui – Oboe (seit 2018)
- Mario Carolli – Flöte (2019 bis 2022)
- Sofia von Atzingen – Bratsche (seit 2020)
- Anja Clift – Flöte (seit 2022)
- Adam Woodward – Violine (seit 2023)

Hinzu kommen:
- Beate Rieker - Geschäftsführerin (bis 2022)
- Boglárka Pecze - Geschäftsführerin (ab 2023)[5]
- Lukas Nowok – Klangregie (seit 2025)
- Clemens K. Thomas – Artistic Management (2019 bis 2022)
- Paul Clift – Artistic Management (2023 bis 2024)
- Nik Bohnenberger – Artistic Management (seit 2025)
- Julia Beier (Projektmanagement)
- Joey Tan (Projektmanagement)
- Désirée Grundmann (Projektmanagementassistenz)

## Auszeichnungen
- 1995 Schneider-Schott-Musikpreis Mainz
- 1997 Rheingau Musikpreis
- 2018 Reinhold-Schneider-Preis der Stadt Freiburg